# Device Fort

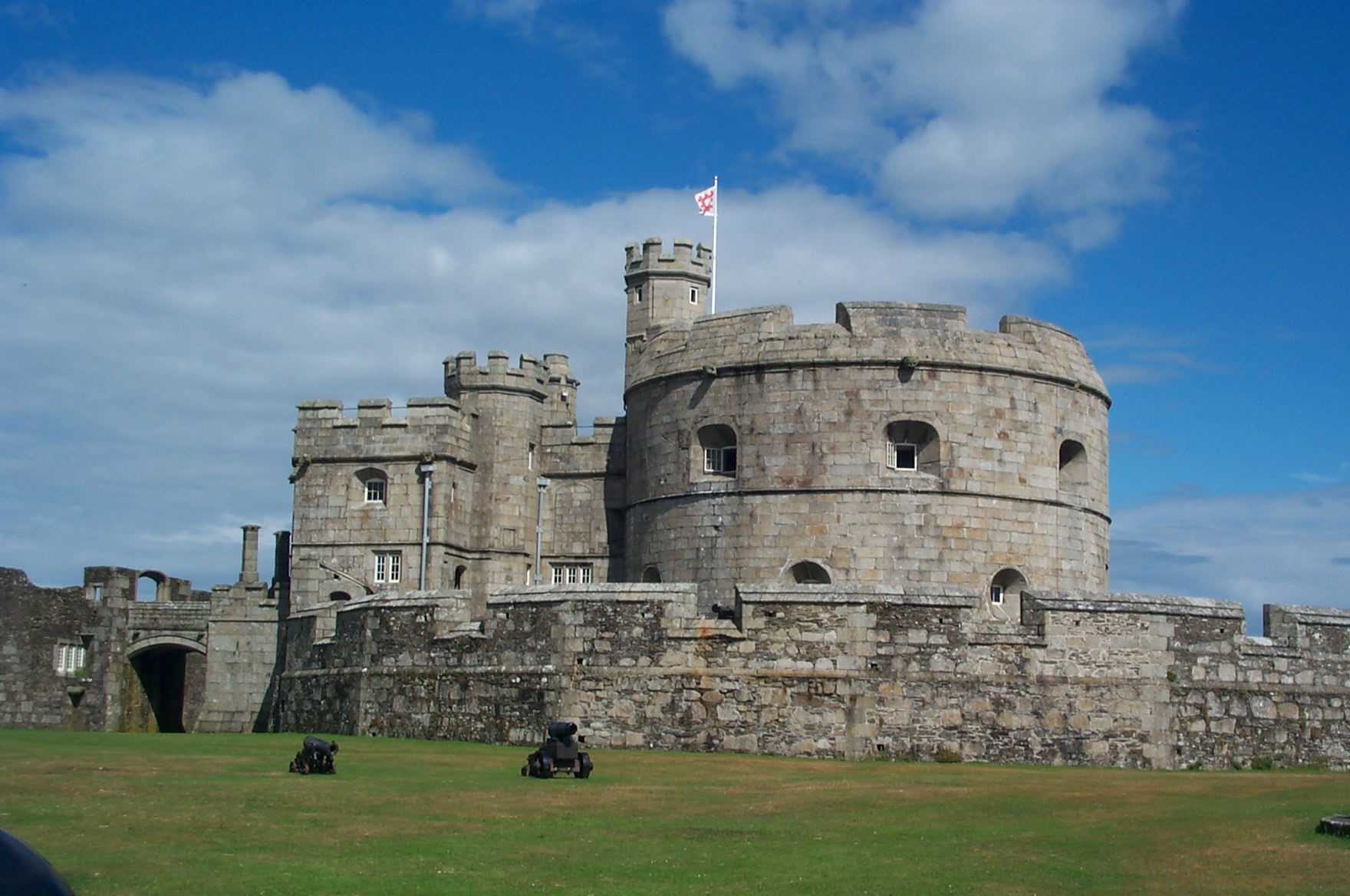
Donjon aus dem 16. Jahrhundert und Geschützplattform auf Pendennis Castle

Device Forts, Henrician Castles oder Henrician Blockhouses, sind eine Reihe von Artilleriefestungen, deren Bau an den Küsten von England und Wales König Heinrich VIII. anordnete. Traditionell hatte die Krone die Küstenverteidigung in den Händen der lokalen Herren und Gemeinden belassen, aber die Gefahr einer spanischen und französischen Invasion veranlasste den König zur Herausgabe einer Anordnung (engl.: Device) eines größeren Bauprogramms von 1539 bis 1547. Die Art der Festungen rangierte von großen, steinernen Burgen, wie zum Schutz des Ankerplatzes The Downs in Kent, über kleine Blockhäuser, wie das zur Überwachung der Einfahrt zum Milford Haven im Pembrokeshire, bis zu Erdbollwerken entlang der Küste von Essex. Einige Forts erfüllten ihren Zweck unabhängig voneinander, andere verstärkten sich gegenseitig. Das „Device“-Programm war immens teuer und verschlang insgesamt £ 376.000. Den größten Teil des hierfür notwendigen Geldes hatte die Krone aus der Auflösung der englischen Klöster ein paar Jahre zuvor beschafft.
Diese nützlichen Befestigungen waren mit Artillerie bewaffnet und sollten gegen feindliche Schiffe eingesetzt werden, noch bevor diese Truppen anlanden oder im Hafen liegende, englische Schiffe angreifen konnten. Die erste Welle der Bauarbeiten von 1539 bis 1543 war durch das Entstehen kreisrunder Bastionen und mehrreihigen Verteidigungseinrichtungen in Verbindung mit vielen mittelalterlichen Details charakterisiert. Diese Konstruktionen zeigten massive militärische Schwächen, aber in der zweiten Bauphase bis 1547 wurden winklige Bastionen und andere Neuerungen, beeinflusst von zeitgenössischen Ideen vom europäischen Festland, eingeführt. Die Burgen wurden von Kapitänen, die von der Krone ernannt wurden, kommandiert. Sie hatten kleine Garnisonen professioneller Schützen und Soldaten unter sich, die im Notfall von Kräften der örtlichen Miliz verstärkt wurden.
Mit Ausnahme eines französischen Angriffs auf die Isle of Wight im Jahre 1545 wurden die Device Forts fast nicht beansprucht, bevor 1546 Frieden geschlossen wurde. Einige der Befestigungen ließ man verfallen und sie wurden nur wenige Jahre nach ihrem Bau außer Dienst gestellt. Nach dem Ausbruch eines Krieges mit Spanien im Jahre 1569 ließ die neue englische Königin Elisabeth I. viele der verbleibenden Festungen wieder ausbauen, ebenso 1588, während des Angriffes der spanischen Armada. Ende des 16. Jahrhunderts waren diese Verteidigungsanlagen hoffnungslos überholt und in den ersten Jahrzehnten des 17. Jahrhunderts ließ man einen Großteil der Forts verfallen. Die meisten Befestigungen wurden im englischen Bürgerkrieg in den 1640er-Jahren nochmals eingesetzt und waren auch während des Interregnums mit Garnisonen belegt; sie stellten auch weiterhin das Rückgrat der englischen Küstenverteidigung, diesmal gegen die Holländer, dar, nachdem Karl II. 1660 zurück auf den englischen Thron kam. Im 18. Jahrhundert ließ man die Device Forts erneut verfallen, aber während der Koalitionskriege wurden sie modernisiert und wiederbewaffnet, bis 1815 der Friedensschluss erfolgte.
Die Furcht von einer möglichen Invasion durch die Franzosen flammte im Laufe des 19. Jahrhunderts mehrfach auf, dies aber in Kombination mit rapider Verbesserung der Waffentechnik, wie z. B. der Entwicklung von Dampfschiffen und Granaten in den 1840er-Jahren, von Kanonen mit gezogenen Läufen und Panzerschiffen in den 1850er-Jahren und Torpedobooten in den 1880er-Jahren. Diese Entwicklung befeuerte neue Investitionen in diejenigen Device Forts, die man noch als von militärischem Wert erachtete, und die Außerdienststellung der anderen. Bis zum Jahr 1900 aber ließen die Entwicklungen der Artillerie- und sonstigen Waffentechnik die meisten Device Forts, die noch erhalten geblieben waren, einfach als zu klein für eine praktische, moderne Küstenverteidigung erscheinen. Auch wenn sie im ersten und Zweiten Weltkrieg nochmals genutzt wurden, wurden diese Befestigungen in den 1950er-Jahren als überflüssig erachtet und endgültig außer Dienst gestellt. Die Küstenerosion hatte über die Jahrhunderte ihren Tribut gefordert, sodass einige Standorte stark beschädigt oder vollkommen zerstört worden waren. Viele davon wurden aber wiederhergestellt und sind heute als Touristenattraktionen öffentlich zugänglich.

## Frühe Geschichte und Konstruktion

### Programm der Device Forts

#### Hintergrund
Die Device Forts entstanden als Ergebnis von Änderungen in der englischen Militärarchitektur und Außenpolitik Anfang des 16. Jahrhunderts. Im Spätmittelalter nahm die Nutzung der Burgen in England als militärische Festung in ihrer Bedeutung ab. Die Einführung des Schießpulvers in die Kriegskunst nutzte anfangs den Verteidigern, aber bald konnten traditionelle Steinmauern durch frühe Artillerie leicht zerstört werden. Die wenigen Burgen, die in dieser Zeit neu gebaut wurden, hatten immer noch die alten Details, wie Torhäuser und mit Zinnen versehene Mauern, stellten diese aber eher als martialische Symbole zur Schau, als sie praktischen Nutzen für die Verteidigung hatten. Viele ältere Burgen wurden schlicht aufgegeben oder dem Verfall preisgegeben.
Auch wenn Festungen in Kriegszeiten immer noch wertvoll sein konnten, spielten sie doch nur eine begrenzte Rolle in den Rosenkriegen und, als Heinrich VII. 1485 sich den englischen Thron erstritt, musste er während seines Kampfes keine Burgen oder Städte belagern. Heinrich saß bald zuhause fest im Sattel und hatte kaum Gründe, eine Invasion einer Streitmacht von europäischen Festland zu fürchten. So investierte er im Laufe seiner Regentschaft wenig in die Küstenverteidigung. Bescheidene Festungsanlagen existierten entlang der Küsten, die um einfache Blockhäuser und Türme gebaut waren, hauptsächlich im Südwesten und entlang der Küste von Sussex. In Nordengland gab es einige beeindruckendere Bauten, die aber relativ klein waren.
Sein Sohn, Heinrich VIII., erbte den Thron 1509 und nahm eine eher interventionistische Position in die europäischen Angelegenheiten ein; einen Krieg focht er 1512–1514 mit Frankreich aus und dann einen weiteren 1522–1525, wobei er sich diesmal selbst mit Spanien und dem heiligen römischen Reich alliierte. Während sich Frankreich und das heilige römische Reich miteinander in Konflikt befanden, kamen Angriffe auf die englische Küste zwar häufig vor, aber eine komplette Invasion erschien doch unwahrscheinlich. Tatsächlich hatte die Krone die Küstenverteidigung traditionell den örtlichen Herren und Gemeinden überlassen und übernahm nur eine bescheidene Rolle beim Bau und der Unterhaltung von Festungsanlagen. Anfangs hatte König Heinrich daher auch wenig Interesse an der Küstenverteidigung; er ordnete Überarbeitungen der Festungsanlagen in den Jahren 1513 und 1533 an, aber daraufhin erfolgten kaum Investitionen.
1533 brach König Heinrich mit Papst Paul III., weil er seine langandauernde Ehe mit Katharina von Aragon annullieren und wieder heiraten wollte. Katharina war die Tante des Königs Karl V. des heiligen römischen Reiches Spanien, der die Annullierung der Ehe als persönlichen Affront verstand. Als Konsequenz daraus schlossen Frankreich und Spanien 1538 eine Allianz gegen König Heinrich und der Papst bestärkte die beiden Länder in ihrer Absicht eines Angriffes auf England. Eine Invasion Englands erschien nun sicher; im Sommer desselben Jahres unternahm König Heinrich persönlich eine Inspektionstour einige seiner Küstenfestungen, die kürzlich erst vermessen und beurteilt worden waren: Er schien entschlossen, umfangreiche Verbesserungen umgehend durchführen zu lassen.

#### Anfangsphase 1539–1543
1539 gab Heinrich VIII. über das Parlament Anweisungen zum Bau neuer Verteidigungsanlagen entlang Englands Küsten, ein größeres Bauprogramm, das sich bis 1547 fortsetzen sollte. Diese Anweisung wurde als “Device” bekannt, was einen dokumentierten Plan, Anweisung oder Schema bedeutete. Dies führte dazu, dass die Festungsanlagen später „Device Forts“ genannt wurden. Die anfänglichen Instruktionen zur “Verteidigung des Reiches in Zeiten der Invasion” befassten sich mit dem Bau von Forts entlang der südlichen Küstenlinie Englands und mit der Verbesserung der Verteidigungsanlagen der Städte Calais und Guînes in Frankreich, die damals von Heinrichs Truppen besetzt waren. Kommissare wurden in den Südwesten und den Südosten Englands ausgesandt, um die bereits existierenden Festungsanlagen zu inspizieren und Standorte für neue vorzuschlagen.
Das erste Resultat war der Bau von 30 neuen Festungsanlagen verschiedener Größe im Laufe des Jahres 1539. Die steinernen Burgen Deal Castle, Sandown Castle und Walmer Castle wurden zum Schutz der Downs im östlichen Kent gebaut, einem Ankerplatz, der den Zugang zu den Stränden von Deal vermittelte, an denen eine feindliche Invasionsarmee leicht hätte landen können. Diese Verteidigungsanlagen, auch „Castles of the Downs“ genannt, wurden durch vier Forts aus Erdwerken unterstützt, dem Great Turf Bulwark, dem Little Turf Bulwark, dem Great White Bulwark of Clay und dem Walmer Bulwark, sowie einem 4 km langen Verteidigungswall und Graben. Der Weg landeinwärts durch einen Durchbruch durch die Klippen von Kent wurde vom Sandgate Castle bewacht. In vielen Fällen wurden in der ersten Zeit temporäre Bollwerke für Geschützbatterien eingebaut, bevor die steinernen Geschützplattformen fertiggestellt waren.
Das Ästuar der Themse, das von London hinausführt und durch das 80 % von Englands Exporten verschifft wurden, wurde durch ein sich gegenseitig sicherndes Netzwerk von Blockhäusern in Gravesend, Milton und Higham am Südufer des Flusses, sowie West Tilbury und East Tilbury am Nordufer geschützt. Camber Castle wurde zum Schutz des Ankerplatzes außerhalb der Häfen von Rye und Winchelsea gebaut; Verteidigungsanlagen entstanden um den Hafen von Harwich und drei Erdbollwerke wurden um Dover errichtet. Ebenfalls wurden die Arbeiten an Calshot Castle in Fawley und den Blockhäusern East Cowes Castle und West Cowes Castle auf der Isle of Wight zum Schutz des Solent, der in den Handelshafen von Southampton führt, begonnen. Der Ankerplatz Portland Roads in Dorset wurde durch die neuen Burgen Portland Castle und Sandsfoot Castle geschützt und die Arbeiten an den Blockhäusern zum Schutz des Milford Haven Waterway im Pembrokeshire begannen.
1540 ordnete der König weitere Arbeiten zum Schutz von Cornwall an. Carrick Roads war ein wichtiger Ankerplatz in der Mündung des River Fal und sollte ursprünglich mit fünf Festungen gesichert werden, allerdings wurden schließlich nur zwei Burgen gebaut, Pendennis Castle und St Mawes Castle an den gegenüberliegenden Ufern des Ästuars. 1541 begannen weitere Arbeiten am Solent mit dem Bau von Hurst Castle über den Needles und Netley Castle am Stadtrand von Southampton. Nach einem königlichen Besuch im Norden Englands wurden 1542 die Küstenbefestigungen rund um Kingston-upon-Hull um Hull Castle und zwei große Blockhäuser erweitert. Weitere Arbeiten wurden 1543 in Essex durchgeführt; insgesamt acht Festungen wurden errichtet, drei davon in Harwich selbst, drei zum Schutz des Ästuars, das in die Stadt führt, und zwei am Ästuar nach Colchester. St Andrew’s Castle wurde zum weiteren Schutz des Solent begonnen.
Die Arbeiten wurden schnell ausgeführt und Ende 1540 waren 24 Standorte mit Festungen versehen und mit Garnisonen belegt; fast alle anderen Device Forts wurden bis Ende 1543 fertiggestellt. Als alle Device Forts aber fertig waren, war die Allianz zwischen Karl V. und dem französischen König Geschichte und die augenblickliche Gefahr eine Invasion war vorüber.

#### Zweite Phase 1544–1547
König Heinrich ging 1543 in Europa wieder in die Offensive und verbündete sich wieder mit Spanien gegen Frankreich. Trotz König Heinrichs anfänglicher Erfolge um Boulogne-sur-Mer in Nordfrankreich schlossen König Karl V. und der französische König 1544 Frieden, sodass sich England erneut der Gefahr einer möglichen Invasion durch Frankreich, unterstützt durch ihre Alliierten in Schottland, ausgesetzt sah. Als Antwort darauf gab König Heinrich 1544 einen weiteren Befehl („Device“) heraus, die Landesverteidigung zu verbessern, insbesondere entlang der Südküste. Noch 1544 begannen die Arbeiten am Southsea Castle auf Portsea Island zum nochmals verbesserten Schutz des Solent und im Folgejahr an Sandown Castle auf der benachbarten Isle of Wight. Mit dem Bau von Brownsea Castle in Dorset begann man 1545 und auch Sharpenrode Bulwark wurde ab diesem Jahr gegenüber dem Hurst Castle errichtet.
Der französische Angriff erfolgte 1545, als Admiral Claude d'Annebault mit seiner Truppe den Ärmelkanal überquerte und am 19. Juli mit 200 Schiffen vor dem Solent erschien. König Heinrichs Flotte machte einen kurzen Ausfall, bevor sie sich hinter die schützenden Festungen zurückzog. Annebault landete eine Truppe bei Newhaven, während von Camber Castle aus auf die französische Flotte gefeuert wurde, und am 23. Juli wurden vier Abteilungen auf der Isle of Wight angelandet, auch am erst zum Teil fertiggestellten Sandown Castle. Am 25. Juli zog die französische Expedition weiter die Küste entlang und beendete so die unmittelbare Gefahr einer Invasion für England. Zwischenzeitlich hatten die Franzosen am 22. Juli einen Angriff auf Seaford geführt und Camber Castle war gegen die französische Flotte im Einsatz. Im Juni 1546 wurde ein Friedensvertrag geschlossen, der den Krieg beendete. Als König Heinrich VIII. im Folgejahr starb, hatte er insgesamt die riesige Summe von £ 376.000 in den Bau der Device Forts investiert.

### Architekten und Bauingenieure
Einige der Device Forts wurden von Teams englischer Bauingenieure entworfen. Der Baumeister John Rogers wurde aus seinem Vertrag in Frankreich ausgekauft und arbeitete an den Verteidigungsanlagen von Kingston-upon-Hull, während Richard Lee, ein weiterer Bauingenieur des Königs von dessen französischen Angriffen in den Bau von Sandown Castle und Southsea Castle involviert gewesen sein könnte; man zahlte den beiden den ansehnlichen Jahreslohn von £ 30, bzw. £ 36. Sir Richard Morris, der Master of the Ordnance, und James Needham, der Surveyor of the King's Works, ließen die Verteidigungsanlagen an der Themse bauen. Die Bemühungen des Architektenteams vom Hampton Court Palace unter der Führung des Augustinerkanonikers Richard Benese trugen zur hohen Bauqualität und zur feinen Detaillierung bei, die man bei vielen Device Forts sehen kann.
König Heinrich selbst zeigte großes Interesse an der Konstruktion der Festungen und überstimmte manchmal sogar seine technischen Berater bei bestimmten Details. Southsea Castle z. B. wurde vom Höfling Sir Edmund Knyvet als “von der höchsteigenen Konstruktion Ihrer Majestät” beschrieben, was typischerweise anzeigte, dass der König sich persönlich an der Konstruktion beteiligt hatte. Der Geschichtswissenschaftler Andrew Saunders vermutet, dass König Heinrich „wahrscheinlich der führende und einigende Einfluss hinter den Festungen“ war.
England hatte auch eine Tradition, sich ausländische Ingenieure für den Militärbau heranzuziehen; Italiener waren dabei besonders gesucht, da ihr Heimatland im Ruf stand, technisch besonders fortschrittlich zu sein, insbesondere im Feld des Festungsbaus. Einer dieser ausländischen Bauingenieure, Stephan von Haschenperg aus Mähren, arbeitete an Camber Castle, Pendennis Castle, Sandgate Castle und St Mawes Castle; offensichtlich versuchte er dabei, italienische Konstruktionen zu kopieren, auch wenn seine geringen persönlichen Kenntnisse solcher Festungen einen schlechten Einfluss auf die Endergebnisse hatte. Technische Traktate vom europäischen Festland beeinflussten ebenfalls die Planer der Device Forts, so Albrecht Dürers Befestigung der Stadt, Schloß und Flecken, wo zeitgenössische Methoden des Festungsbaus in Deutschland beschrieben waren, das 1527 veröffentlicht und 1535 ins Lateinische übersetzt wurde. Ebenso trifft dies auf Niccolò Machiavellis Libro dell'Arte della Guerra zu, das 1521 veröffentlicht wurde und die neuen italienischen Formen von Verteidigungsanlagen beschrieb.

### Architektur

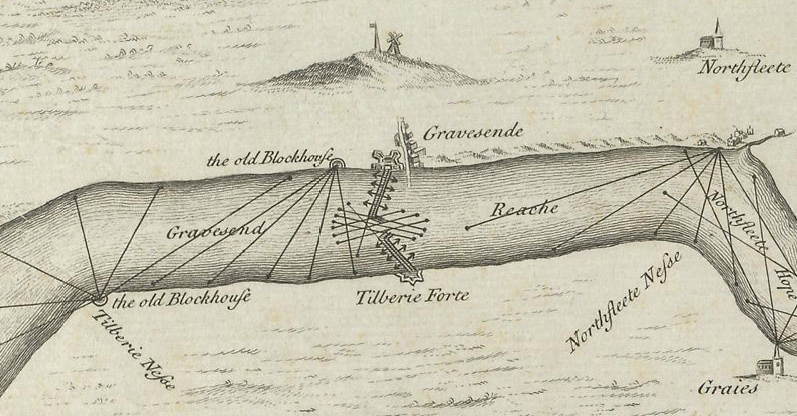
Gravierung aus dem 18. Jahrhundert einer Karte von 1588, die die sich gegenseitig sichernden Verteidigungsanlagen entlang der Themse, wie z. B. das Milton Blockhouse, das Gravesend Blockhouse (oben), das East Tilbury Blockhouse und das West Tilbury Blockhouse (unten), zeigt.

Die Device Forts stellten ein größeres und radikales Bauprogramm dar; der Geschichtswissenschaftler Marcus Merriman beschreibt es als „eines der größten Bauprogramme in Britannien seit den Römern“, Brian St John O'Neill als das einzige “Programm zusammenhängenden Küstenschutzes, das in England vor der modernen Zeit aufgelegt wurde”, während Cathcart King es mit dem Burgenbauprogramm König Eduards in Nordwales vergleicht.
Auch wenn einige der Festungen als Burgen bezeichnet werden, unterscheiden Historiker typischerweise zwischen der Art von Device Forts und der früherer, mittelalterlicher Burgen. Mittelalterliche Burgen waren sowohl private Wohngebäude als auch Verteidigungsanlagen und spielten üblicherweise eine Rolle in der Verwaltung der örtlichen Ländereien. König Heinrichs Forts waren Einrichtungen des Staates, die an militärisch wichtigen Orten platziert wurden, üblicherweise getrennt von den umgebenden Besitzungen und Siedlungen. Anders als frühere, mittelalterliche Burgen waren sie spartanische Nutzbauten. Einige Geschichtswissenschaftler, wie z. B. King, haben sich dieser Interpretation nicht angeschlossen und zeigen die Übereinstimmungen zwischen den beiden Perioden auf, wobei der Historiker Dr Duffy die Device Forts „verstärkte Burgenfestungen“ nennt.
Die Forts wurden so platziert, dass sie Häfen und Ankerplätze schützen konnten, und so geplant, dass sie sowohl gezielt feindliche Schiffe mit Artillerie beschießen als auch ihre Kanoniere vor dem Angriff ebendieser Schiffe schützen konnten. Einige davon, einschließlich der größeren Burgen, einschließlich die in den Downs in Kent, waren dafür gedacht, in sich abgeschlossen und gegen Angriffe von Land her zu verteidigen zu sein, während kleinere Blockhäuser vorwiegend auf die Bedrohung von See her ausgerichtet waren. Auch wenn es erhebliche Unterschiede in der Konstruktion der einzelnen Forts untereinander gab, so hatten sie doch alle gemeinsame Details und wurden oft in durchgängigem Stil erbaut.
Die größeren Forts, wie Deal Castle oder Camber Castle, waren typischerweise untersetzt mit niedrigen Brüstungen und massiv dicken Mauern, die sie gegen Beschuss schützten. Sie hatten üblicherweise einen Donjon in der Mitte, wie die mittelalterlichen Burgen, und davon ausgehende, gebogene, konzentrische Bastionen. Die Hauptgeschütze waren in mehreren Reihen aufgestellt, damit sie Ziele in verschiedenen Entfernungen anvisieren konnten. Es gab bei Weitem mehr Geschützpforten als Geschütze in der betreffenden Festung. Die Mauern der Bastionen waren mit ausgeschrägten Schießscharten für Kanonen gespickt, sodass die Geschütze geschwenkt werden konnten und sich so überlappende Feuerwinkel ergaben. Im Inneren gab es genügend Platz für die Kanoniere und speziell konstruierte Entlüftungen, durch die sich der Pulverdampf verziehen konnte. Burggräben umgaben oft die Forts, um sie vor Angriffen von Land her zu schützen und sie wurden weiters durch das geschützt, was der Historiker B. Morley als „im Mittelalter entwickelte Verteidigungseinrichtungen“ bezeichnet: Fallgatter, Meurtrières und verstärkte Tore. Die kleineren Blockhäuser gab es mit unterschiedlichen Grundrissen, z. B. D-förmig, achteckig oder quadratisch. Die Blockhäuser an der Themse waren typischerweise auf allen Seiten durch zusätzliche Erdwerke und Kanonen geschützt.
Diese neuen Festungen waren damals die fortschrittlichsten in England, eine Verbesserung gegenüber den früheren, mittelalterlichen Konstruktionen und effektiv in der Konzentration von Feuerkraft auf feindliche Schiffe. Sie waren aber mit vielen Unzulänglichkeiten behaftet und primitiv im Vergleich zu ihren Gegenstücken auf dem europäischen Festland. Die vielen Geschützreihen übereinander verliehen den Forts eine relativ große Bauhöhe, was sie feindlichen Attacken aussetzte, und die geschwungene Form der Bastionen machte sie empfindlich für Artilleriefeuer. Die konzentrische Konstruktion der Bastionen schützte vor sich überlappenden Feuerwinkeln bei einem Angriff von Land her und die vielen, übereinander angeordneten Geschützreihen bedeuteten, dass die Zahl der Geschütze, die ein Fort bei einem feindlichen Angriff einsetzen konnte, sich verringerte.
Einiges davon stellte sich erst während des zweiten Device-Fort-Programms ab 1544 heraus. Man begann damit, italienische Ideen in den Festungsbau einzubringen, auch wenn der Einfluss von König Heinrichs ausländischen Bauingenieuren begrenzt gewesen zu sein scheint und die Konstruktionen selbst hinter denen in seinen französischen Territorien zurückstanden. Die neu aufgetauchten Konstruktionen vom europäischen Festland hatten „Pfeilkopf“-Bastionen, die – in einem Kreis miteinander verbunden – „Sternforts“ hießen und für Feuerunterstützung gegen alle Angreifer sorgten. Sandown Castle auf der Isle of Wight, das 1545 errichtet wurde, war eine Mischung aus traditionellen englischen und kontinentaleuropäischen Vorstellungen; winklige und runde Bastionen liegen auf der Seeseite. Southsea Castle und Sharpenrode Fort hatten gleichartige, winklige Bastionen. Yarmouth Castle, das 1547 fertiggestellt wurde, war die erste Festung in England, die neuen, pfeilförmigen Bastionen hatte, die gegenüber den winkligen Einzelbastionen weitere Vorteile hatten. Aber nicht alle Forts der zweiten Bauwelle wurden nach italienischen Ideen erbaut und einige, wie z. B. Brownsea Castle, behielten den existierenden, verbesserten Architekturstil.

### Logistik
Die Baukosten der Festungen hingen von ihrer jeweiligen Größe ab. Ein kleines Blockhaus kostete etwa £ 500, wogegen eine mittelgroße Burg, wie Sandgate Castle, Pendennis Castle oder Portland Castle, auf etwa £ 5000 kam. Die Verteidigungslinie von Deal Castle, Sandown Castle und Walmer Castle kostete insgesamt £ 27.092, wogegen die Arbeiten an Hull Castle mit seinen beiden Blockhäusern auf einen Betrag von £ 21.056 kam. Verschiedene Beamte wurden mit der Betreuung der Projekte betraut, so ein Zahlmeister, ein Auditor, ein Bauleiter und Kommissare des örtlichen niederen Adels. Einige Festungen wurden im Auftrag örtlicher Einzelpersonen oder Familien errichtet, so z. B. St. Catherine's Castle, das laut den Aufzeichnungen von der Stadt und dem örtlichen niederen Adel bezahlt wurde. Die Familie Edgcumbe ließ den Devil's Point Artillery Tower zum Schutz des Hafens von Plymouth errichten.
Die meisten Ausgaben gingen an die Bauteams, die „Crews“ genannt wurden und die Forts bauten. Die Zahl der Arbeiter variierte während der Durchführung eines Projektes, teils auch durch jahreszeitliche Einflüsse. Die Größe der Teams allerdings war bemerkenswert: Mit dem Bau von Sandgate Castle beispielsweise waren im Juni 1540 durchschnittlich 640 Mann beschäftigt und für die Arbeiten an Hull Castle wurden 420 Leute benötigt. Ein gelernter Arbeiter erhielt einen Tageslohn von zwischen 5 und 6 Pence, so z. B. Steinmetze, Bauschreiner, Transporteure, Kalkbrenner, Säger, Spengler, Grabenmacher und Maurer. Es erwies sich als schwierig, genügend Arbeiter aufzutreiben; in einigen Fällen mussten Männer gegen ihren Willen zum Dienst verpflichtet werden. Arbeitskämpfe brachen aus: 1539 gab es einen Streik wegen niedriger Löhne auf der Baustelle von Deal Castle und 1541 auf der von Guisnes Castle. Beide wurden schnell durch königliche Beamte niedergeschlagen.
Große Mengen von Rohmaterialien wurden ebenfalls für die Arbeiten benötigt, z. B. Stein, Holz, Blei und viele andere. Beim Bau von Camber Castle verbrauchte man z. B. über 500.000 Ziegel, beim Bau von Sandgate Castle 44.000 Fließen und für ein kleines Blockhaus an den Ufern der Themse kalkulierte man 200 Tonnen Kreide nur zur Herstellung des Kalkmörtels. Einige Materialien waren vor Ort zu beschaffen, aber Kohle musste vom Norden Englands auf dem Seeweg antransportiert werden und vorgefertigte Stücke wurden in London gekauft.
Der größte Teil des Geldes für die erste Bauphase der Device Forts kam aus König Heinrichs Auflösung der englischen Klöster einige Jahre zuvor und von den Erträgen, die über den Court of Augmentations und den Court of First Fruits and Tenths eingehoben wurden. Darüber hinaus wurde durch die Auflösung der Klöster viele Baumaterialien frei, da die klösterlichen Gebäude abgerissen und viele ihrer Materialien wiederverwendet wurden. Netley Castle z. B. basierte auf einer alten Abtei und für seinen Bau wurden viele Steine dieser Abtei verwendet, für East Tilbury Blockhouse wurden Teile der St Margaret's Chantry verwendet, Calshot Castle erhielt die Dacheindeckung der nahegelegenen Beaulieu Abbey, East Cowes Castle und West Cowes Castle Steine von der Beaulieu Abbey und der Quarr Abbey und Sandwich Castle wurden mit Steinen des örtlichen Bruderhauses der Karmeliten gebaut. Milton Blockhouse wurde auf Land gebaut, das kurz vorher von der Milton Chantry konfisziert worden war. Zu Beginn der zweiten Bauphase war aber das meiste Geld aus der Auflösung der Klöster bereits verbraucht und König Heinrich musste sich Geld leihen. Beamte der Regierung notierten, dass mindestens £ 100.000 für die Arbeiten benötigt worden seien.

### Garnisonen

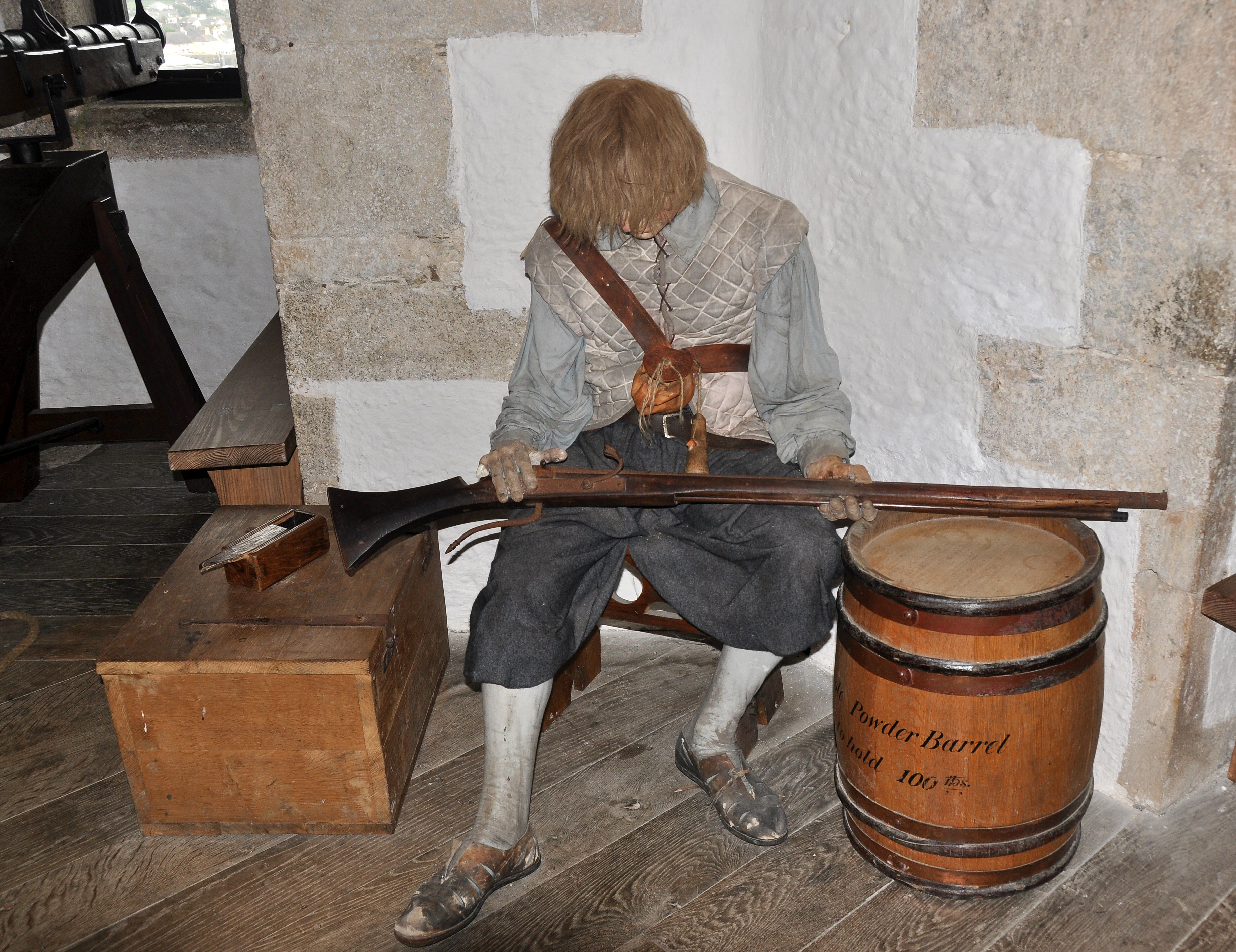
Rekonstruktion des Lebens in einer Garnison des 16. Jahrhunderts in St Mawes Castle

Die Garnisonen der Device Forts bestanden aus relativ kleinen Gruppen von Männern, die normalerweise in den Festungen lebten und arbeiteten. Die Garnisonen hatten die Aufgabe, sich um den Betrieb und die Unterhaltung der Gebäude und der Artillerie in den langen Friedensperioden zu kümmern, und wurden während einer Krise durch zusätzliche Soldaten und örtliche Miliz ergänzt. Die Größe der Garnisonen hing von der Art der Festung ab: Auf Camber Castle waren 39 Mann stationiert, auf Walmer Castle 18 und in Tilbury Blockhouse gab es nur 9 Mann. Die einfachen Soldaten lebten in sehr einfachen Verhältnissen, üblicherweise im Erdgeschoss; die Kapitäne der Festungen hatten komfortablere Quartiere, meist in den oberen Stockwerken der Donjons. Die Soldaten aßen Fleisch und Fisch; einiges davon wurde von der Garnison erjagt oder gefischt.
Die Garnisonen waren gut organisiert, strenge Richtlinien für die Disziplin brachte man 1539 heraus. Der Geschichtswissenschaftler Peter Harrington meint, dass das Leben in den Forts üblicherweise „langweilig“ und „isoliert“ war. Von den Soldaten wurde erwartet, dass sie Handfeuerwaffen auf eigene Kosten beschafften, und, wenn sie dies nicht taten, hatten sie mit Strafen zu rechnen. In den 1540er-Jahren gab es in ganz England nur etwa 200 Kanoniere; sie waren wichtige militärische Spezialisten und die Geschichtswissenschaftler Audrey Howes und Martin Foreman beobachteten, dass „eine Aura von Geheimnis und Gefahr“ sie umgab.
Die Lohnstruktur in den Verteidigungsanlagen wurde 1540 aufgezeichnet. Dort sieht man, dass der typische Lohn in einer Garnison 1–2 Shillings pro Tag für einen Kapitän waren, sein Vertreter erhielt 8 Pence, ebenso viel wie ein Portier. Einfache Soldaten und Kanoniere erhielten je 6 Pence am Tag. Insgesamt erhielten laut diesen Aufzeichnungen in diesem Jahr 2200 Mann Lohnzahlungen, was die Krone £ 2208 kostete. Auch wenn die meisten Garnisonen von der Krone bezahlt wurden, musste in einigen Fällen auch die örtliche Kommune eine Rolle übernehmen: In Brownsea Castle musste die Gemeinde eine Garnison von 6 Mann ausstatten und in Sandsfoot Castle übernahm das Dorf die Verantwortung für die Unterhaltung der Garnison und musste dafür keine Steuern zahlen und keinen Milizdienst leisten.

### Bewaffnung

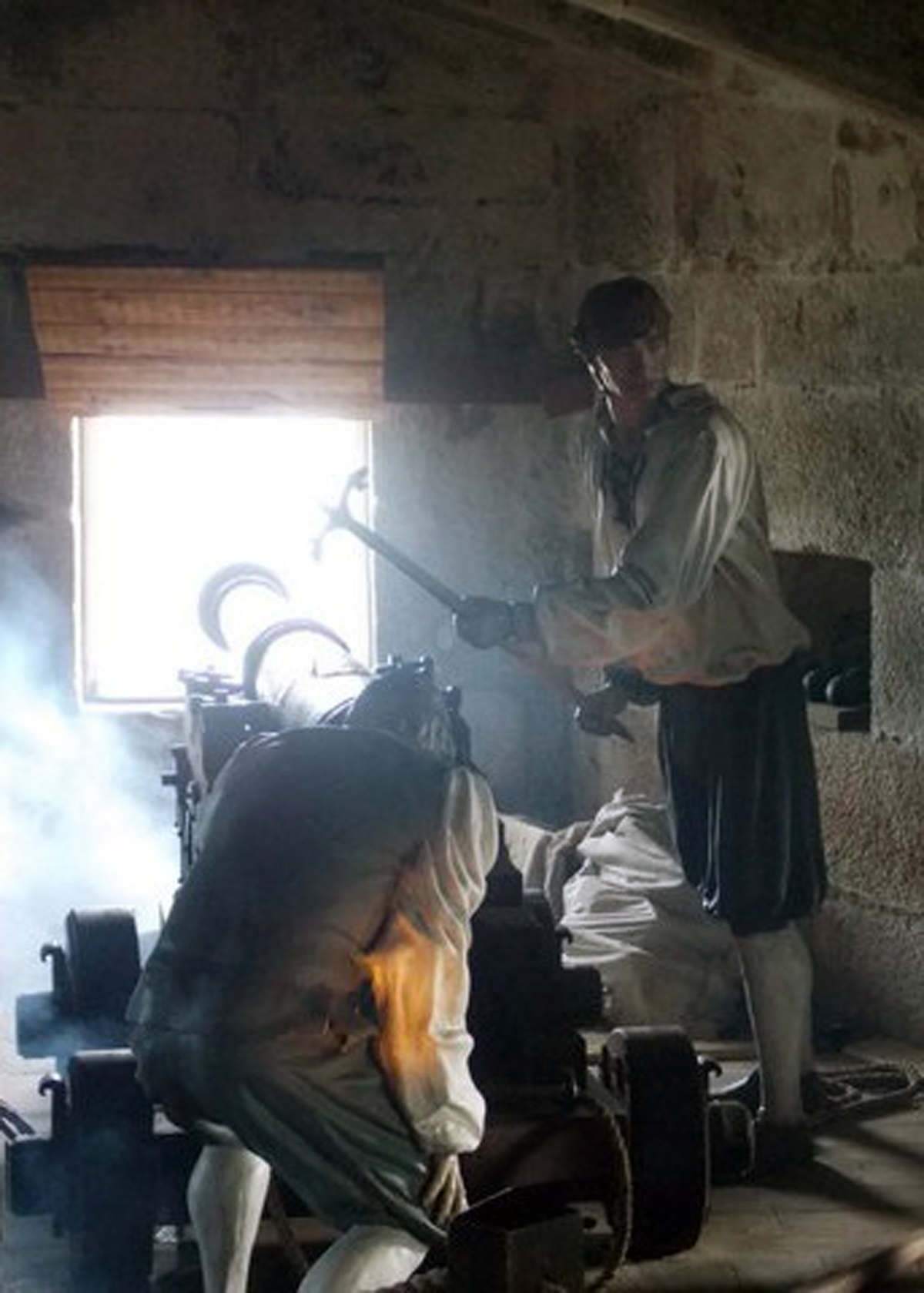
Rekonstruktion einer Kanone mit Kanonieren aus dem 16. Jahrhundert auf Pendennis Castle

Die Artillerie in den Device Forts war Eigentum der Krone und wurde zentral im Tower of London verwaltet. Die Behörden im Tower ließen die Kanonen je nach Bedarf zwischen den einzelnen Festungen hin und her verlegen, was zu häufigen Beschwerden der Kapitäne vor Ort führte. Aus den verschiedenen, heute noch erhaltenen Aufzeichnungen kann man die Bewaffnung einzelner Forts zu bestimmten Zeiten erkennen und zwischen 1547 und 1548 entstand eine komplette Inventarliste aller Waffen in allen Forts. Die Zahl der Geschütze variierte beträchtlich von Standort zu Standort. Ende der 1540er-Jahre waren schwer bewaffnete Forts, wie Hurst Castle oder Calshot Castle mit 26 bzw. 36 Kanonen ausgestattet, Portland Castle aber hatte nur 11 Geschütze. Einige Forts hatten mehr Geschütze als die reguläre Garnison zu Friedenszeiten bedienen konnte. So hatte etwa das Milton Blockhouse normalerweise nur eine Garnison von 13 Mann, aber 30 Kanonen.
Es entwickelte sich eine ganze Sammlung unterschiedlicher Geschütze, auch schwerere Waffen, wie Kanonen, Feldschlangen und mittelgroße Kanonen, sowie kleinere Geschütze, wie Saker, Minions und Falconets. Ältere Geschütze, wie Slings und Bases, kamen ebenfalls zum Einsatz, waren aber weniger effektiv als neuere Geschütze, wie Feldschlangen. Die Forts waren oft mit mehreren Geschützreihen ausgestattet, wobei die schwereren Waffen üblicherweise weiter oben in der Festung und die kleineren weiter unten aufgestellt wurden. Es ist nicht bekannt, wie weit die damaligen Geschütze schießen konnten. Untersuchungen, die im 16. und 17. Jahrhundert über die Reichweite der Artillerie durchgeführt wurden, zeigten, dass die größten Waffen, wie z. B. die Feldschlange, Ziele in 1600 bis 2750 Meter Entfernung treffen konnten.
Die Forts waren typischerweise mit einer Mischung aus Messing- und Eisenkanonen ausgestattet. Messingkanonen konnten schneller feuern – bis zu achtmal pro Stunde – und waren sicherer in der Handhabung als ihre Gegenstücke aus Eisen, waren aber teurer und benötigten Kupfer das importiert werden musste. In den 1530er-Jahren hatte König Heinrich eine neue englische Großwaffenindustrie im Weald und in London etabliert, bei der Spezialisten vom europäischen Festland arbeiteten. Sie konnten zwar Waffen aus Gusseisen herstellen, aber hatten anfangs nicht die Kapazität, um die gesamte Artillerie bereitzustellen, die in den Device Forts benötigt wurde, insbesondere, seit König Heinrich auch mehr Kanonen für seine neue Marine verlangte. Ein technischer Durchbruch aber führte 1543 zur Einführung des vertikalen Gießens und so zu einer massiven Erhöhung der Kapazität bei der Herstellung eiserner Kanonen. Nur wenige Geschütze aus dieser Zeit sind bis heute erhalten, aber bei den Ausgrabungen 1997 auf dem Gelände des South Blockhouse in Kingston upon Hull entdeckte man ein eisernes Portpiece. Das Geschütz, heute „Henry's Gun“ genannt, ist eines von nur vier derartigen Geschützen auf der ganzen Welt, das bis heute erhalten ist. Es ist im Museum in Hull ausgestellt.
Zusätzlich zur Artillerie waren die Device Forts mit Infanteriewaffen ausgestattet. Handfeuerwaffen, üblicherweise eine frühe Form von Luntenschlossarkebusen namens „Hagbush“ wurde zur Nahverteidigung eingesetzt; sie waren 1,8 Meter lang und wurden auf Dreifüßen aufgestellt. Viele Forts waren auch mit Bögen, Pfeilen und Stangenwaffen, wie Hippen, Spießen und Hellebarden ausgestattet. Langbögen waren in den 1540er-Jahren bei den englischen Armeen immer noch in militärischem Gebrauch, auch wenn sie später schnell aus der Mode kamen. Diese und die Stangenwaffen wurden gerne von den örtlichen Milizen genutzt, wenn sie in einer Krise gerufen wurden.

## Spätere Geschichte

### 16. Jahrhundert
Nach dem Tod Heinrichs VIII. gab es eine Pause im Konflikt mit Frankreich, während der man viele der neuen Festungen verfallen ließ. Es gab nur wenig Geld für Reparaturen und die Garnisonen wurden in ihrer Größe reduziert. East Cowes Castle wurde um 1547 aufgegeben und verfiel, während die Bollwerke entlang der Downs verunstaltet und ihre Bewaffnung entfernt wurde. Offiziell wurden sie 1550 außer Dienst gestellt. 1552 wurden die Festungen in Essex außer Dienst gestellt und viele davon wurden später abgerissen. Die Ausgaben für die Unterhaltung der Festungen in Hull führten dazu, dass die Krone sich auf einen Handel mit der Stadtverwaltung über die Übernahme der Verwaltung dieser Festungen einließ. Milton Blockhouse und Higham Blockhouse wurden zwischen 1557 und 1558 abgerissen. Das Mersea Fort wurde vorübergehend außer Dienst gestellt und später wieder in den aktiven Dienst übernommen.
Die strategische Bedeutung Südostenglands nahm nach dem Friedensschluss mit Frankreich 1558 ab. Das militärische Augenmerk wurde stattdessen auf die spanische Bedrohung des sich zunehmend aufschwingenden Südwestens des Landes gelenkt. Die Spannungen nahmen zu und ein Krieg zwischen den beiden Nationen brach schließlich 1569 aus. Die neue Bedrohung führte dazu, dass Pendennis Castle und St Mawes Castle in Cornwall verstärkt und Reparaturen an Calshot Castle, Camber Castle und Portland Castle entlang der Südküste durchgeführt wurden. 1588 machte sich die spanische Armada nach England auf und als Antwort darauf wurden die Device Forts mobilisiert. Als Teil dieser Maßnahmen wurde West Tilbury Fort wieder in Dienst gestellt und mit einer hastig ausgehobenen Armee belegt. Königin Elisabeth I. besuchte das Fort, das unter dem italienischen Festungsingenieur Federigo Giambelli weiter ausgebaut wurde. Gravesend Castle wurde ausgebaut und verschiedene Forts in Essex zeitweise wieder in Dienst gestellt. Es gab Überlegungen, die Verteidigungswerke in Hull und Milford Haven auszubauen, aber die Arbeiten wurden dann nicht ausgeführt.
Trotz der Zerstörung der Armada bestand die spanische Bedrohung weiter. Die Forts in Kent wurden für den Rest von Elisabeths Regentschaft in Bereitschaft gehalten. 1596 machte sich eine spanische Invasionsflotte mit angeblich 20.000 Soldaten auf den Weg nach Pendennis Castle, das damals mit einer Garnison von 500 Mann belegt war. Schlechtes Wetter zwang die Flotte zur Umkehr, aber Königin Elisabeth ließ ihre Verteidigungswerke überarbeiten und König Heinrichs ursprüngliche Festungen mit moderneren Bastionen, die von Festungsingenieur Paul Ive geplant wurden, deutlich ausbauen. Zum Ende dieses Jahrhunderts waren aber die meisten Device Forts, gemessen an europäischen Standards, veraltet.

### 17. Jahrhundert
Jakob I. kam 1603 auf den englischen Thron und machte sogleich Frieden sowohl mit Frankreich als auch mit Spanien. Seine Regierung war an den Küstenverteidigungswerken nur wenig interessiert und viele der Device Forts wurden vernachlässigt und verfielen; die Löhne für ihre Garnisonen wurden nicht mehr bezahlt. Burgen wie Deal Castle und Blockhäuser wie Gravesend Blockhouse wurden als umfangreich reparaturbedürftig eingestuft, wobei Sandgate Castle in einem so schlechten Zustand war, dass es „weder bewohnbar oder gegen irgendwelche Angriffe zu verteidigen war, noch in irgendeiner Art geeignet, die Straßen zu überwachen“. Ohne Munition und Pulver und mit nur einer Handvoll Kanonen in einsatzfähigem Zustand war Hurst Castle nicht imstande, flämische Schiffe von ihrer Fahrt entlang des Solent abzuhalten. Die Garnison von Pendennis Castle wurde zwei Jahre lang nicht entlohnt, sodass die Männer Napfschnecken von der Küste sammeln mussten, um sich zu ernähren. Einige der Forts waren nicht mehr benutzbar; Camber Castle, dessen ursprüngliche Funktion des Schutzes des örtlichen Ankerplatzes durch die Verschiebung der Küstenlinie hinfällig war, wurde auf Geheiß König Karls I. 1637 aufgegeben, während Sharpenrode Bulwark in den 1620er-Jahren bereits eine Ruine war.

#### Erster englischer Bürgerkrieg

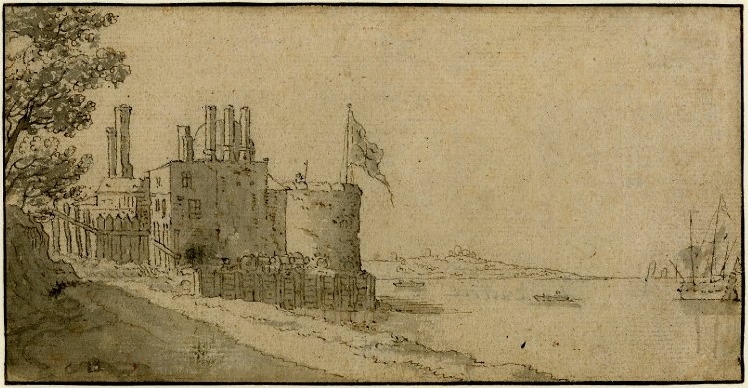
Skizze des Blockhauses in Gravesend, von Cornelis Bol, Mitte des 17. Jahrhunderts

Der Bürgerkrieg brach in England 1642 zwischen den Unterstützern von König Karl I. und denen des Parlamentes aus. Festungen und Artillerie spielten in diesem Konflikt eine wichtige Rolle und viele der Device Forts waren im Einsatz. Der Süden und Osten Englands wurden bald größtenteils von den Roundheads kontrolliert. Die Blockhäuser in Tilbury und Gravesend wurden vom Parlament mit Garnisonen belegt und zur Kontrolle des Zugangs nach London genutzt. Die Burgen entlang der Küsten von Sussex und Kent wurden von den parlamentaristischen Truppen in der Eröffnungsphase des Krieges eingenommen, wobei Camber Castle dann außer Dienst gestellt wurden, um zu verhindern, dass es vom Feind genutzt würde, und die übrigen mit Garnisonen belegt blieben. Die königliche Flotte, die in den Downs vor Anker lag, schlug sich auf die Seite der Parlamentaristen.
Die Device Forts entlang des Solent fielen ebenfalls früh im Bürgerkrieg in die Hände der Parlamentaristen. Calshot Castle war die ganze Zeit mit einer Garnison belegt, ebenso Brownsea Castle, das verstärkt und mit zusätzlichen Kanonen ausgestattet wurde. West Cowes Castle wurde schnell eingenommen, nachdem von dort auf ein Schiff der Parlamentaristen gefeuert worden war, und der royalistische Kommandeur von Yarmouth Castle verhandelte schnell über eine Aufgabe seiner kleinen Garnison. Die hoffnungslos unterlegene Garnison von Southsea Castle wurde von parlamentaristischen Truppen in einem Nachtangriff überrumpelt. Wie Camber Castle, so wurden auch St Andrew's Castle und Netley Castle von den Parlamentaristen schnell eingenommen und dann außer Dienst gestellt. Im Nordosten war Hull auch auf der Seite der Parlamentaristen und seine Burgen und Blockhäuser dienten als Verteidigungseinrichtungen der Stadt während der verschiedenen Balagerungen.
Der größte Teil des Südwestens schlug sich auf die Seite des Königs; Device Forts wie St Catherine's Castle wurden seit Beginn des Konfliktes von den Royalisten gehalten. Die Royalisten fielen 1643 in das von den Parlamentaristen kontrollierte Dorset ein und eroberten Portland Castle und Sandsfoot Castle. Das Kriegsglück wendete sich gegen den König und die Forts in Dorset wurden 1644 und 1645 belagert, wonach Sandsfoot Castle wieder an die Parlamentaristen fiel. Im März 1646 war Thomas Fairfax mit einer beträchtlichen Armee in Cornwall einmarschiert. Dem Kapitän des Forts wurde vorgeschlagen, er möge sich in die stärkere Festung Pendennis Castle zurückziehen, aber er ergab sich sofort ohne Widerstand. Pendennis Castle wurde von Land her mit Feuer eingedeckt und durch eine Flottille von Schiffen von See her blockiert. Der Kapitän, Sir John Arundell, erklärte sich am 15. August mit einer ehrenvollen Übergabe einverstanden und etwa 900 Überlebende verließen das Fort, einige davon vorübergehend krank wegen Unterernährung. Pendennis Castle war die vorletzte royalistische Festung in diesem Bürgerkrieg, gefolgt von Portland Castle, das sich schließlich im April 1646 ergab.

#### Zweiter englischer Bürgerkrieg

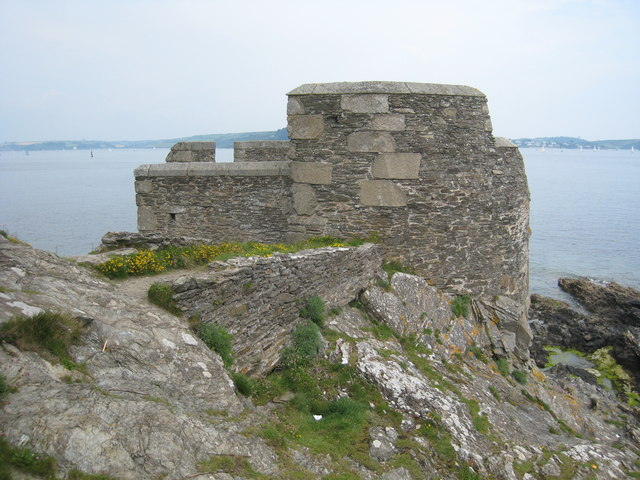
Little Dennis Blockhouse 2008

Nach ein paar Jahren unsicheren Friedens brach 1648 der zweite englische Bürgerkrieg aus, wobei diesmal die schottischen Truppen gemeinsam mit den Royalisten König Karls kämpften. Die Seestreitkraft der Parlamentaristen hatte ihre Basis in den Downs und wurde durch die nahegelegenen Device Forts geschützt. Aber ab Mai gab es einen Aufstand der Royalisten in Kent. Sandown Castle bekannte sich zum König und der Soldat und frühere Marinekapitän Major Keme überzeugte die Garnisonen von Deal Castle und Walmer Castle, aufzugeben. Sandgate Castle schloss sich vermutlich ebenfalls den Royalisten an. Nachdem nun sowohl die Küstenfestungen als auch die Marine unter Kontrolle der Royalisten war, fürchteten die Parlamentaristen eine Landung feindlicher Streitkräfte an der Küste oder militärische Hilfe für die Schotten.
In Essex erhob sich im Juni ebenfalls eine Rebellion und die Stadt Colchester wurde von den Royalisten eingenommen. Sir Thomas Fairfax belagerte sie und Mersea Fort wurde von den parlamentaristischen Kräften eingenommen und zum Abschneiden der Stadt von irgendwelcher Hilfe über den Fluss genutzt. Zwischenzeitlich rangen die Parlamentaristen Anfang Juni den Aufstand in Kent in der Schlacht von Maidstone nieder und sandten eine Streitmacht unter der Führung von Colonel Rich, um sich um die Burgen in den Downs zu kümmern.
Walmer Castle war die erste dieser Burgen, die belagert wurde, und ihre Garnison ergab sich am 12. Juli. Dann baute man ein Erdwerkfort zwischen Sandown Castle und Deal Castle, die beide von je etwa 150 Mann verteidigt wurden. Deal Castle, das von den Royalisten von See her mit neuem Nachschub versorgt worden war, wurde im Juli belagert. Eine royalistische Flotte bombardierte die parlamentaristischen Stellungen und landete vorübergehend eine Streitmacht von 1500 flämischen Söldnern zur Unterstützung der Revolte, aber finanzielle Schwierigkeiten zwangen zur Rückkehr der Söldner auf das europäische Festland. Die Flotte unter Führung von Prinz Karl versuchte, eine neue Streitmacht im August anzulanden, aber trotz drei Versuchen misslang die Operation und die Streitmacht hatte erhebliche Verluste zu verzeichnen. Die Garnison in Deal Castle ergab sich am 25. August, gefolgt von der von Sandown Castle am 5. September.

#### Interregnum und Stuart-Restauration

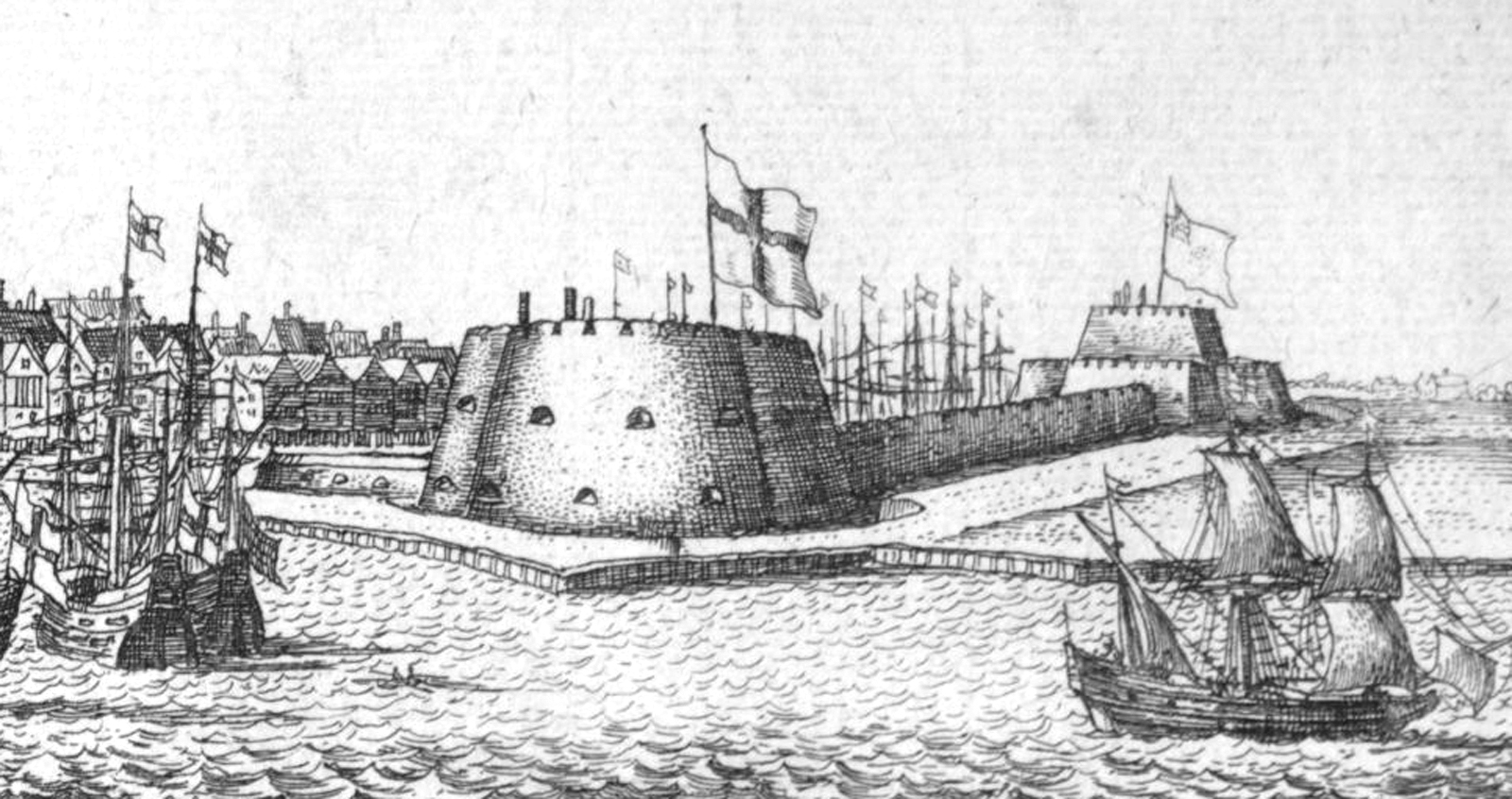
Das südliche Blockhaus (Mitte) und die Burg (rechts) in Hull, von der Seeseite aus, von Wenzel Hollar, Mitte des 17. Jahrhunderts

Anders als bei vielen Burgen vermied das Parlament bei den Device Forts die Schleifung – also die absichtsvolle Beschädigung oder Zerstörung – in den Jahren des Interregnums. Viele der Forts blieben mit beträchtlich großen Garnisonen belegt, weil man eine royalistische Invasion befürchtete, und sie wurden von neu ernannten Gouverneuren geleitet. Netley Castle wurde wegen dieser Befürchtungen wieder in Dienst gestellt. Viele Device Forts nutzte man als Gefängnis für Kriegsgefangene oder politische Gefangene, so z. B. Hull Castle, Mersea Castle, Portland Castle, Southsea Castle und West Cowes Castle. Im ersten englisch-niederländischen Krieg von 1652 bis 1654 wurden Forts wie Deal Castle mit Erdwerken verstärkt und mit zusätzlichen Soldaten belegt. Portland Castle spielte eine Rolle in einer drei Tage dauernden Schlacht zwischen englischen und niederländischen Streitkräften in den Portland Roads. Einige Standorte wurden auch außer Dienst gestellt: Little Dennis Blockhouse, Teil des Verteidigungskomplexes in Pendennis, und Mersea Castle wurden 1654 und 1655 aufgelassen und Brownsea Castle wurde an einen Privatmann abverkauft.
Karl II. kam 1660 auf den englischen Thron und ließ die Größe und die Lohnsummen der Garnisonen im gesamten Königreich reduzieren. Die Device Forts blieben anfangs das Herzstück der Verteidigung der Südküste, aber ihre Konstruktion war damals bereits sehr unmodern. Deal Castle spielte weiterhin eine wichtige Rolle in der Verteidigung der Downs im zweiten und dritten englisch-niederländischen Krieg, unterstützt von den örtlichen Milizen. Forts wie Hurst Castle, Portland Castle und Sandgate Castle blieben weiterhin mit Garnisonen belegt, andere aber wurden außer Dienst gestellt; Sandsfoot Castle wurde 1665 nach einem Streit über die Kontrolle über die Verteidigungseinrichtungen aufgelassen und Netley Castle gab man auf und ließ es verfallen.
Sorgen über die niederländische Bedrohung nahmen nach einem unerwarteten Überfall von See her entlang der Themse 1667 zu, bei der Gravesend Blockhouse und Tilbury Fort die Attacke von der Hauptstadt abwendeten. Als Antwort darauf ließ König Karl an den Küstenverteidigungswerken umfangreiche Verbesserungen durchführen. Ein Teil dieser Investitionen wurden in Pendennis Castle, Southsea Castle und Yarmouth Castle getätigt, während Tilbury Fort durch ein modernes System von Ringmauern, Bastionen und Gräben zu hohen Kosten stark erweitert wurde. In der letzten Bauphase unter König Karl wurden in den 1680er-Jahren das Fort und das südliche Blockhaus in Hull in eine massive, neue Festung namens Citadel integriert.
Einige der Device Forts spielten in der Glorious Revolution von 1688 gegen Karls Bruder, König Jakob II., eine Rolle. Die Stadtbevölkerung von Deal nahmen in Unterstützung für Wilhelm von Oranien das örtliche Fort ein und unternahmen Schritte, die Downs gegen eine befürchtete irische Invasion zu verteidigen, die niemals stattfand. Southsea Castle hielt des Königs illegitimer Sohn, James FitzJames, der Duke of Berwick, der aber dazu gezwungen wurde, sich zu ergeben, als seines Vaters Felle davonschwammen. Yarmouth Castle wurde von Robert Holmes, einem Unterstützer von Jakob, kontrolliert, aber die Bewohner des Ortes und die Garnison, die auf der Seite von König Wilhelm standen, verhinderten, dass es zur Unterstützung der loyalistischen Sache eingesetzt werden konnte.

### 18. und 19. Jahrhundert

#### 1700–1791

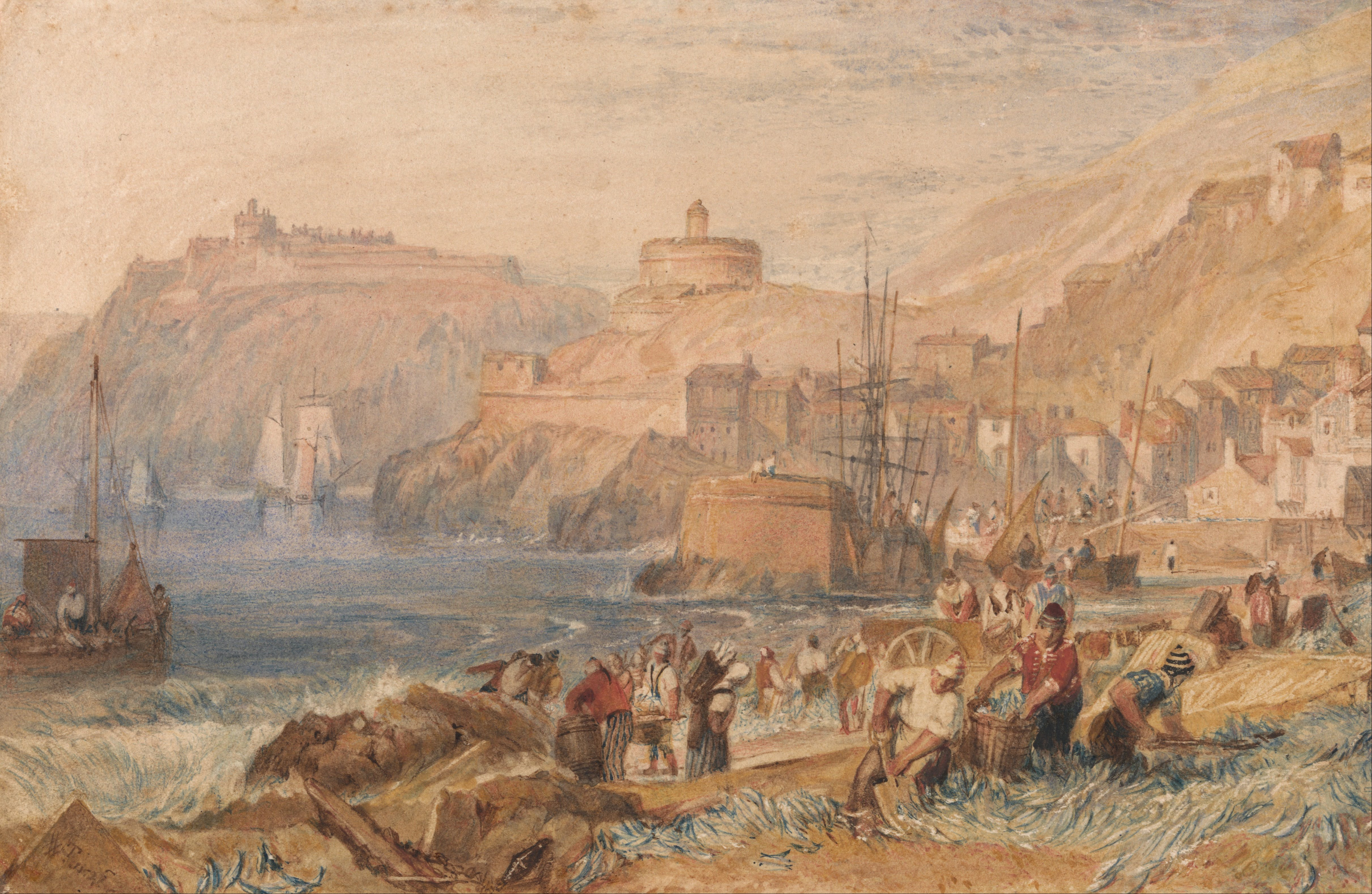
St Mawes Castle (Mitte) und Pendennis Castle (links) in einem Gemälde von William Turner von 1823

Die militärische Bedeutung der Device Forts nahm im Laufe des 18. Jahrhunderts ab. Einige der Festungen wurden so umgebaut, dass sie komfortablere Unterkünfte für ihre Bewohner hatten. Cowes Castle wurde 1716 teilweise neu aufgebaut, um die Unterkünfte zu modernisieren, wobei der größte Teil des Donjons abgerissen und Wohnflügel und Gärten über den landwärtigen Verteidigungswerken hinzugefügt wurden. Brownsea Castle wurde ab den 1720er-Jahren in ein Landhaus umgebaut. Walmer Castle wurde zur offiziellen Residenz des Lord Warden of the Cinque Ports und der Duke of Dorset, Lionel Sackville, ließ dort ab 1708 umfangreiche Arbeiten durchführen. Vermutlich gab es einige Rivalität in der Beziehung zwischen Sackville und dem Marineoffizier Sir John Norris, der das nahegelegene Deal Castle in derselben Zeit umbauen ließ, wobei dort ein komfortables, holzverkleidetes Wohnquartier für ihn selbst geschaffen wurde, von dem aus man auf die See hinausblicken konnte.
Kritik an den Verteidigungseinrichtungen der Device Forts kam auf, die oft nur noch minimale Garnisonen beherbergten und verfielen. Southsea Castle z. B. hatte nur eine Garnison, die laut einem zeitgenössischen Bericht aus „einem alten Sergeanten und drei oder vier Mann, die Kuchen und Bier verkauften“, bestand. So kamen Vorschläge auf, den Standort überhaupt aufzugeben. Portland Castle litt stark unter Küstenerosion und wurde, da es nur mit einer „Hausmeister“-Garnison belegt war, angeblich jahrelang nicht repariert. Ein Bericht von 1714 befand, dass das lange vernachlässigte Pendennis Castle sich “in sehr ruinösem Zustand” befand. Das französische Militär entlarvte Deal Castle, Walmer Castle und Sandown Castle als sehr empfindlich für jeden möglichen Angriff und beschrieb sie als “sehr alt und wenig mehr als Geschützplattformen”. Mersea Fort und East Tilbury Fort verfielen und wurden aufgegeben, wobei letzteres von der Themse überspült wurde. Einige, sehr begrenzte Investitionen wurden aber an den Festungen getätigt, z. B. wurden die Verteidigungsanlagen von Pendennis Castle in den 1730er-Jahren modernisiert und die von Calshot Castle in den 1770er-Jahren.

#### 1792–1849

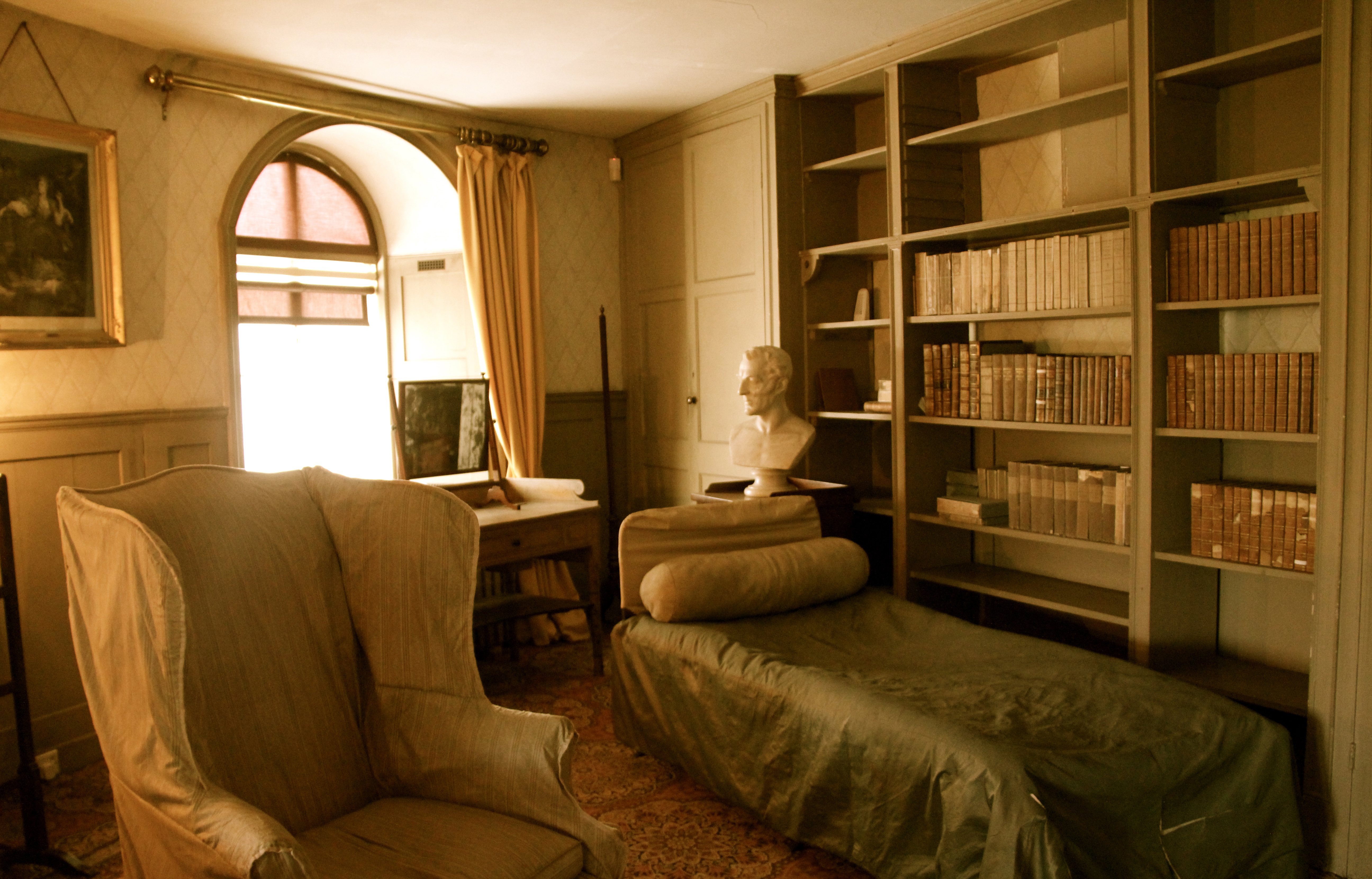
Der Raum des Duke of Wellington auf Walmer Castle. Der Duke war von 1829 bis 1852 dort Kapitän.

Die Koalitionskriege an der Wende vom 18. zum 19. Jahrhundert führten dazu, dass einige der Device Forts als Teil einer Reihe von Geschützbatterien um die wichtigsten Standorte wieder mit Garnisonen belegt und repariert wurden. Einige der Festungen, wie Sandgate Castle, Southsea Castle, Hurst Castle und Pendennis Castle, schützten strategisch wichtige Orte, und so wurden sie umfangreich modernisiert. Hurst Castle z. B. wurde mit Batterien schwerer 36-Pfünder-Geschütze aufgewertet und Pendennis Castle wurde mit 48-Pfünder-Kanonen ausgestattet. Der Donjon von Sandgate Castle wurde als Teil eines größeren Arbeitsprogramms entlang Englands Südküste in Form eines Martello-Turms wiederaufgebaut. Neue Geschützbatterien wurden auf Deal Castle und Sandown Castle in Kent sowie auf Tilbury Fort gebaut, während Mersea Castle wieder in Dienst gestellt und zusätzlich mit einer neuen Geschützbatterie ausgestattet wurde. Calshot Castle wurde renoviert, die Verteidigungsanlagen von Southsea Castle wurden umfangreich modernisiert, ebenso wie die in Hull, wo das Fort und das Blockhaus neu aufgebaut wurden.
Einige der Device Forts arbeiteten mit Freiwilligeneinheiten zusammen, die während der Kriege ausgehoben worden waren, um der Gefahr einer französischen Invasion zu begegnen. Walmer Castle diente seinem Kapitän William Pitt dem Jüngeren – damals sowohl Premierminister als auch Lord Warden of the Cinque Ports – als Basis für die Freiwilligenkavallerie und eine Flotte von 35 bewaffneten Fischerbooten namens Luggers. Im nahegelegenen Deal Castle waren Infanterie- und Kavallerieeinheiten stationiert, die Fencibles genannt wurden, und 1802 führten Bombardiere, die Pitt rekrutiert hatte, militärische Übungen auf dem Fort durch. Auf Calshot Castle wurde Munition für die in der Nähe stationierten See-Fencibles gelagert. Auf Pendennis Castle war eine neugegründete Freiwilligen-Artillerieeinheit stationiert, von der man andere Garnisonen in ganz Cornwall trainieren ließ.
Die Küstenwache nutzte einige der Festungen als Basis, um gegen Schmuggler vorzugehen. Calshot Castle war ein guter Ort, um wartende Abfangschiffe zu positionieren und Mitte des 18. Jahrhunderts waren dort zwei Offiziere und 42 Mannschaften dort stationiert. Auch Sandown Castle in Kent wurde von der Küstenwache für Operationen gegen die Schmuggler genutzt. In den folgenden Dekaden wurden einige der Device Forts für verzichtbar erklärt und neuen Nutzungen zugeführt. Aus Portland Castle wurden nach dem Krieg die Waffen entfernt und das Fort in ein Privathaus umgewandelt. Gravesend Blockhouse wurde durch das New Tavern Fort ersetzt und 1844 abgerissen. Ab 1826 wurden die Ruinen von Netley Castle in ein neugotisches Haus umgestaltet.

#### 1850–1899

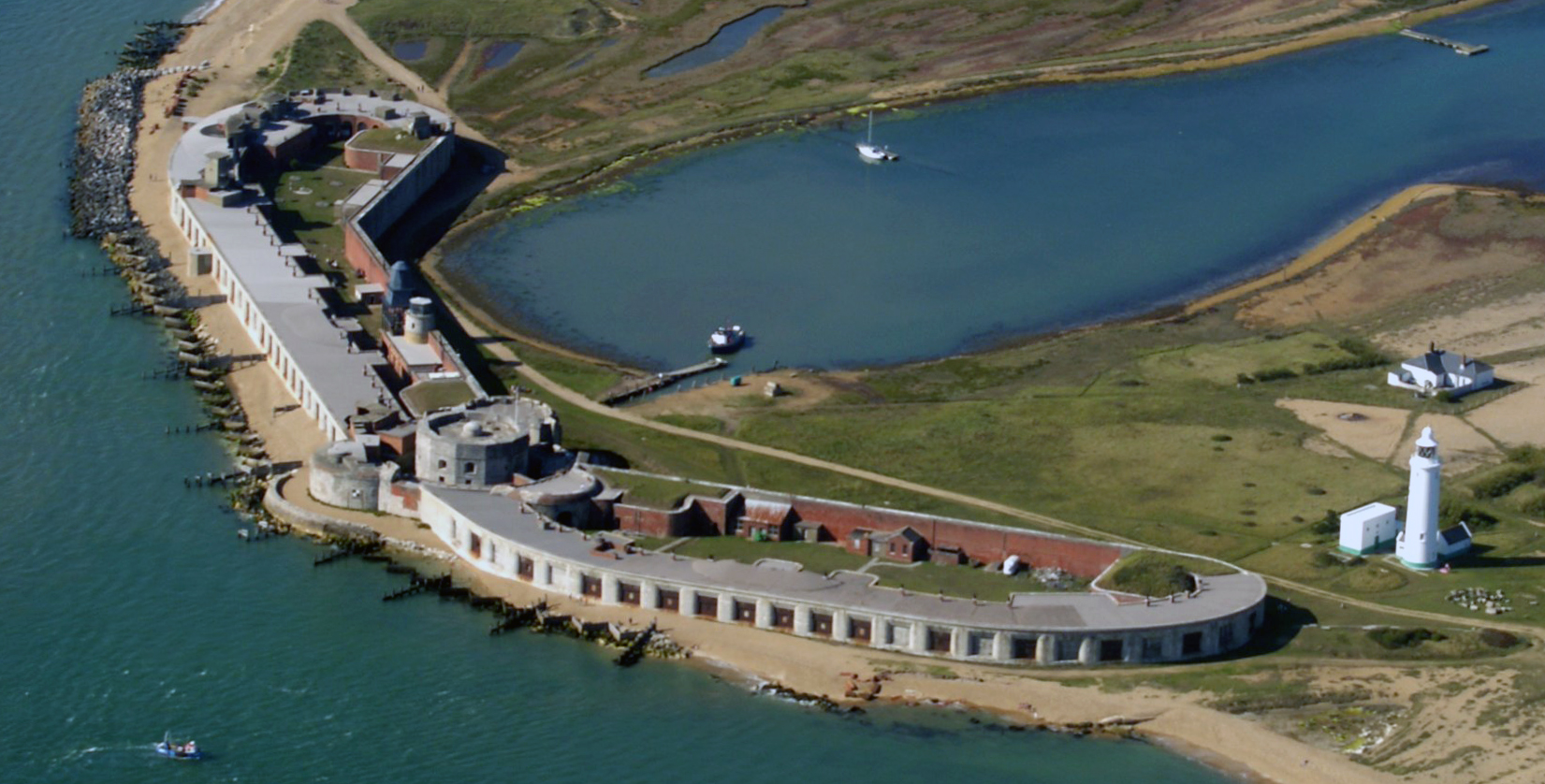
Hurst Castle von Osten mit den Verteidigungsanlagen aus dem 16. Jahrhundert (Mitte), flankiert von den ausgedehnten Zubauten aus der Mitte des 19. Jahrhunderts

Ab der Mitte des 19. Jahrhunderts stellten Veränderungen in der Militärtechnologie wiederholt der Wert und die Konstruktion von Großbritanniens Küstenverteidigung in Frage. Die Einführung von Granaten und Dampfschiffen schufen neue Risiken eines möglichen französischen Angriffs auf die englische Südküste und die Furcht von einem Konflikt nahm Anfang der 1850er-Jahre zu. Southsea Castle und St Mawes Castle wurden mit neuen Geschützbatterien ausgebaut, Pendennis Castle wurde mit größeren Geschützen neu ausgestattet und Hurst Castle wurde umfangreich umgebaut. Es gab Diskussionen über die Neubewaffnung von Calshot Castle, aber die Vorschläge wurden zurückgewiesen, zum Teil deshalb, weil man Zweifel an der Eignung der Mauern aus dem 16. Jahrhundert für das moderne Kriegsgeschehen hatte. Der Krimkrieg ließ erneut Befürchtungen vor einer möglichen Invasion aufkommen und 1855 wurde die Südküste Englands erneut befestigt. 1855 wurden neue Geschütze auf St Catherine's Castle und Yarmouth Castle installiert. Die Überreste des westlichen Blockhauses wurden durch den Bau einer neuen Festungsanlage, des West Blockhouse Fort, das für als Antwort auf die Bedrohung aus Frankreich konstruiert war, zerstört.
Neue Besorgnisse über Frankreich in Verbindung mit der Entwicklung von Kanonen mit gezogenen Läufen und Panzerschiffen führten zur Gründung der Royal Commission on the Defence of the United Kingdom 1859 und zum Ausdruck von Bedenken über die Sicherheit der Südküste. Als Antwort darauf wurde Sandgate Castle 1859 mit stärkeren Kanonen ausgestattet und auch an Southsea Castle wurden umfangreiche Arbeiten durchgeführt. Hurst Castle wurden mit zwei riesigen Batterien schwerer Hinterladerkanonen mit gezogenen Läufen ausgestattet, die durch eiserne Panzerplatten geschützt waren. Sie waren für den Einsatz gegen schnellfahrende, feindliche Kriegsschiffe gedacht. Das Tilbury Blockhouse wurde nach 1868 abgerissen, um für schwerere Geschütze auf dem Fort Platz zu schaffen. Auf Portland Castle wurde 1869 wieder eine Garnison der Armee wegen der Befürchtungen vor einer Invasion stationiert, aber das Fort wurde nicht wiederbewaffnet.
Eine neue Welle von Besorgnissen über Frankreich folgte in den 1880er-Jahren, begleitet von der Einführung der immer noch starken Schiffsartillerie und schnellen Kriegsschiffen und Torpedobooten, was zu einer neuen Welle der Modernisierung führte. Ein elektronisch betätigtes Minenfeld wurde 1885 durch die Carrick Roads verlegt und war gemeinsam von St Mawes Castle und Pendennis Castle überwacht. Neue Schnellfeuerkanonen wurden auf Hurst Castle installiert, damit Feinde angegriffen werden konnten. Calshot Castle wurde wieder als Küstenfort in Dienst gestellt und mit einer neuen Batterie Schnellfeuerkanonen ausgestattet, damit es das Ästuar vor einem Angriff schützen konnte. Die originalen Teile der Festungen aus dem 16. Jahrhundert, wie in Southsea Castle und Calshot Castle, waren zu klein und für moderne Waffen ungeeignet, wurden aber zum Aufbau von Suchscheinwerfern und Funkpeileinrichtungen verwendet. In einigen Fällen ließ man das Mauerwerk langsam verfallen.
Einige andere Standorte wurden als nicht mehr lebensfähig angesehen. West Cowes Castle wurde 1854 außer Dienst gestellt und wurde zum Clubhaus der ‘‘Royal Yacht Squadron‘‘. Sandown Castle in Kent, das sehr stark unter der Küstenerosion litt, wurde ab 1863 abgerissen. Die Zitadelle von Hull und ihre Befestigungen aus dem 16. Jahrhundert wurden 1864 abgerissen um Platz für Docks zu schaffen. Yarmouth Castle wurde 1885 außer Dienst gestellt und in eine Signalstation der Küstenwache umgebaut. Sandgate Castle, das ebenfalls unter Küstenerosion zu leiden hatte, wurde 1888 an die South Eastern Railway Company abverkauft.

### 20. und 21. Jahrhundert

#### 1900–1945

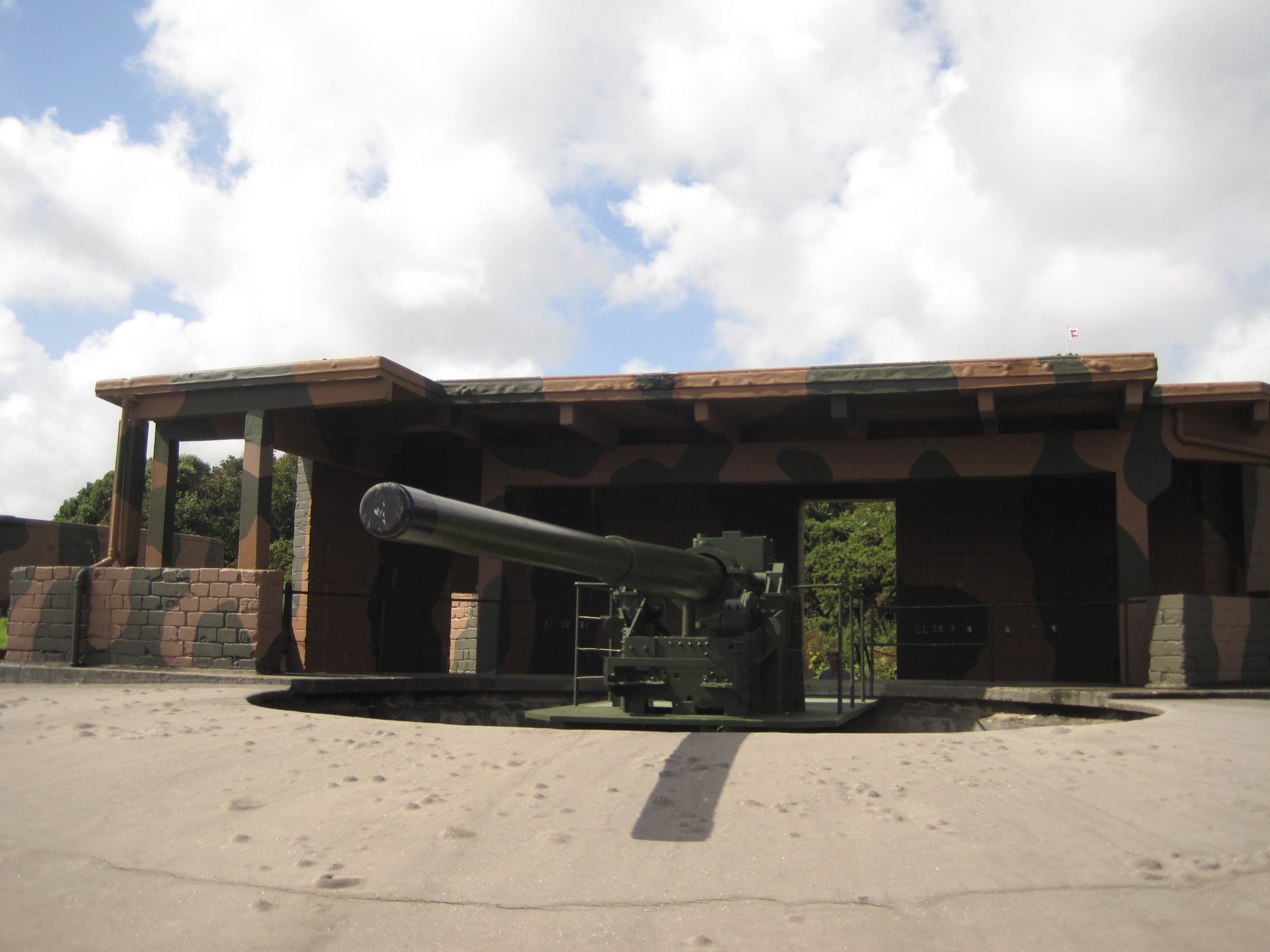
6’’-(152 mm)-Mark-24-Kanone in der Half Moon Battery auf Pendennis Castle aus dem Zweiten Weltkrieg

Zu Beginn des 20. Jahrhunderts hatten die Entwicklungen im Kanonen- und Panzerungsbereich dafür gesorgt, dass die meisten der noch übrig gebliebenen Device Forts einfach zu klein waren, um moderne Waffensysteme und die zugehörigen Logistikeinrichtungen, wie Munitionslager, aufnehmen zu können. Ein Bericht aus dem Jahre 1905 über die Verteidigungsanlagen in Falmouth zog den Schluss, dass die Marineartillerie auf St Mawes Castle überflüssig geworden war, da die notwendigen Geschütze zum Teil auf Pendennis Castle und zum Teil an neueren Standorten entlang der Küste montiert werden konnten, und so wurden die Waffen in St Mawes Castle abgebaut. Ein Bericht aus dem Jahr 1913 zog den Schluss, dass es auch unnötig sei, die Artillerie auf Calshot Castle zu behalten, und so wurde dieser Standort stattdessen in eine experimentelle Station für Wasserflugzeuge umgewandelt.
Inzwischen kamen Beschwerden über die stiefmütterliche Behandlung historischer Militäranlagen durch das War Office auf. Das War Office dagegen befürchtete, dass es letztendlich diese Immobilien aus ihrem eigenen Budget finanzieren müsste. Yarmouth Castle wurde 1901 an die Commissioners of Woods and Forests übertragen; Teile davon wurden an das benachbarte Hotel vermietet. Das War Office stellte fest, dass Walmer Castle und Deal Castle keinen militärischen Wert mehr hätten, und erklärten sich 1904 mit der Übertragung der beiden Forts an das Office of Works einverstanden, das die beiden früheren Festungen für Besucher zugänglich machte. Portland Castle wurde auf die eine Liste namens „Schedule C“ gesetzt, was bedeutete, dass die Armee das historische Anwesen weiterhin nutzen und verwalten würde, aber bei der Frage der anstehenden Reparaturen vom Office of Works beraten würde.
Mit Ausbruch des Ersten Weltkrieges konzentrierten sich die Operationen der Marine hauptsächlich auf die Südost- und Südküste. Die Verteidigungsanlagen von Pendennis Castle wurden verstärkt, während Southsea Castle durch die Installation von Zeppelin-Abwehrkanonen einen Teil des Fortress-Portsmouth-Plan zu Verteidigung des Solent bildete. Calshot Castle bildete die Basis für den Kampf gegen die Unterseeboote und die verbleibenden Forts in den Downs dienten der Unterstützung der Aktivitäten der Dover Patrol. St Mawes Castle und Portland Castle wurden als Kasernen genutzt und Walmer Castle wurde zum Wochenendhaus für den Premierminister, Herbert Henry Asquith, der dessen gute Kommunikationsverbindungen mit der Front in Frankreich ausnutzte.
Im Zweiten Weltkrieg beruhte Britanniens Küstenverteidigung auf ausgedehnten Barrieren, die entlang den Küsten gebaut wurden, in Verbindung mit einer großen Zahl an kleinen Artillerieverteidigungspositionen, die von einem Luftschirm geschützt wurden. So wurden etliche Device Forts wieder in Dienst gestellt. Pendennis Castle, St Catherine's Castle, St Mawes Castle und Walmer Castle wurden mit Marinegeschützbatterien ausgestattet, Calshot Castle und Hurst Castle wurden mit Marinegeschützen und Flugabwehrkanonen wiederbewaffnet und Sandsfoot Castle diente als Flugabwehrbatterie. Southsea Castle blieb weiterhin in Dienst und war in die Operation Grasp eingebunden, bei der die französische Flotte 1940 erobert wurde. Andere Device Forts wurden als Nachschubeinrichtungen genutzt. Yarmouth Castle wurde wieder zur militärischen Nutzung requiriert, Portland Castle diente als Unterkunft, Büro und Waffenlager und West Cowes Castle diente als Marinehauptquartier für einen Teil der Operation Neptune. Camber Castle diente als Vorwarnposten und Lockvogelstation zur Abhaltung von Angriffen vom nahegelegenen Rye. Schon früh im Krieg zerstörte ein deutscher Bomber die Kapitänsunterkunft auf Deal Castle, sodass William Birdwood in den Hampton Court Palace umziehen musste. Der Premierminister, Winston Churchill, wurde während des Krieges zum Kapitän des Walmer Castle ernannt, lehnte es aber ab, dort zu residieren, weil es seiner Aussage nach zu teuer im Unterhalt gewesen wäre und zudem in Reichweite der deutschen Artillerie lag.

#### 1946 – heute

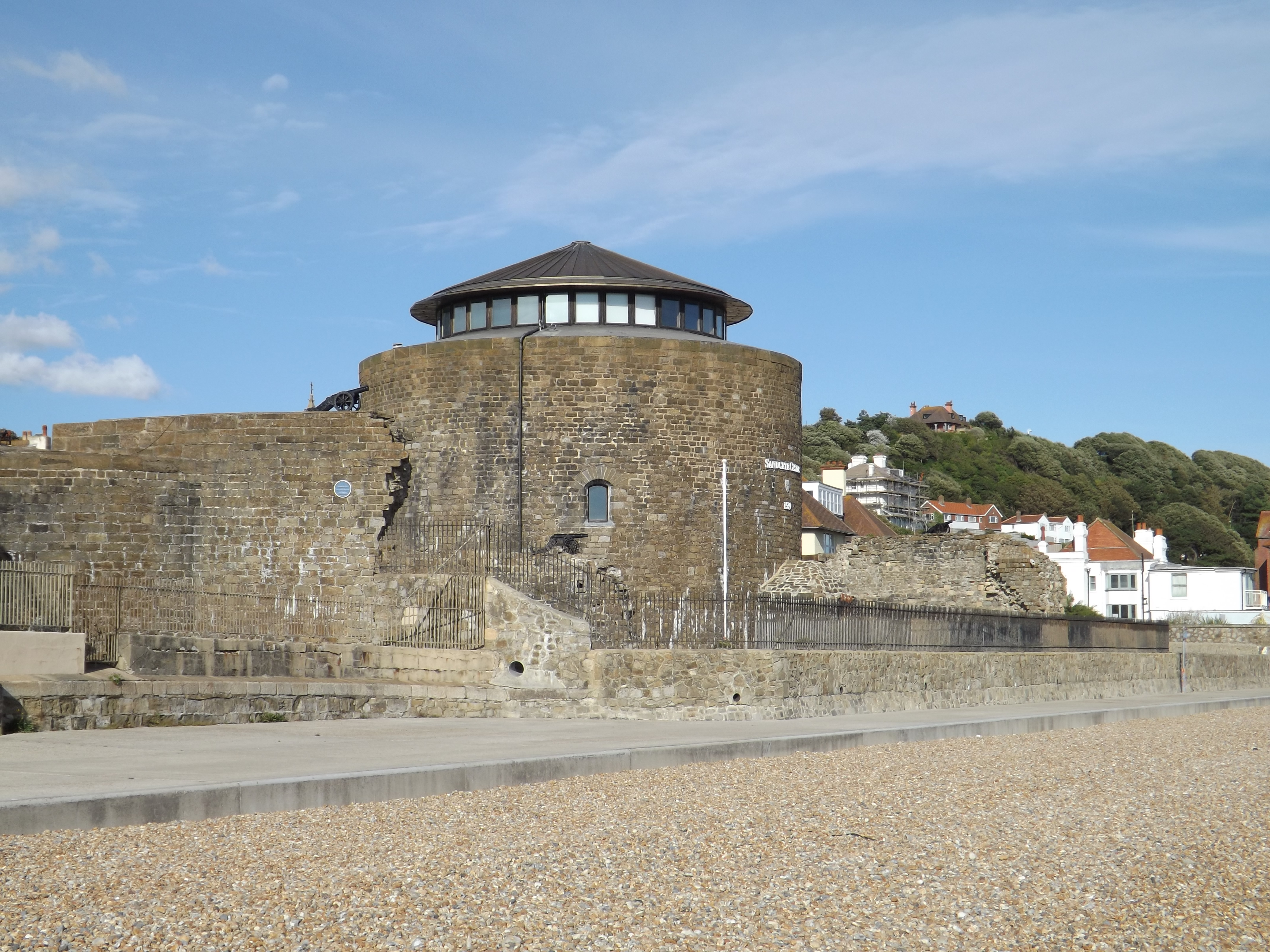
Sandgate Castle, zerstört durch Küstenerosion und in den 1970er-Jahren in ein Privathaus umgewandelt

Nach dem Krieg wurde die Küstenverteidigung zunehmend irrelevant, da Kernwaffen nun das Schlachtfeld beherrschten. Die verbleibenden Device Forts in militärischer Nutzung wurden anfangs mit Garnisonen aus Reservisteneinheiten belegt und schließlich als militärische Einrichtungen aufgegeben. St Catherine’s Fort und Portland Fort wurden Ende der 1940er-Jahre außer Dienst gestellt, Hurst Castle, Pendennis Castle und Yarmouth Castle in den 1950er-Jahren, Southsea Castle 1960 und danach folgte die Schließung des Luftwaffenstützpunkts Calshot Castle 1961.
Umfangreiche Restaurierungsarbeiten wurden dann an den Device Forts ausgeführt: Von Calshot Castle, Deal Castle, Hurst Castle, Pendennis Castle, Portland Castle, St Catherine's Castle und Southsea Castle wurden die moderneren Zubauten entfernt, damit die Forts wieder die Erscheinung aus den früheren Perioden ihrer Geschichte annahmen, die sich von 16. bis ins 19. Jahrhundert erstreckten. In dieser Zeit, ab 1951, wurden umfangreiche Untersuchungen über die Forts durchgeführt, das Ministry of Works gab eine langandauernde Studie über Device Forts in Auftrag, die in den 1980er-Jahren wiederum zu erhöhtem akademischen Interesse an der Geschichte dieser Befestigungen führte.
Eine Reihe dieser Festungen wurde in den Nachkriegsjahren der Öffentlichkeit zugänglich gemacht. Deal Castle, Hurst Castle, Pendennis Castle und Portland Castle öffneten in den 1950er-Jahren und Southsea Castle 1967. Calshot Castle folgte in den 1980er-Jahren, Camber Castle nach einer langen Restaurierungszeit 1994 und Sandsfoot Castle wurde nach Reparaturarbeiten 2012 eröffnet. Die Besucherzahlen schwanken von Standort zu Standort; so besichtigten z. B. Southsea Castle in den Jahren 2011 und 2012 über 90.000 Besucher. Andere Forts wurden anderen Zwecken zugeführt: Netley Castle war zunächst ein Pflegeheim und wurde dann in Privatwohnungen umgebaut. Brownsea Castle wurde zu einem Firmenhotel für Angestellte der John Lewis Partnership und Sandgate Castle wurde in den 1970er-Jahren zu einem Privathaus umgebaut.
Bis zum Beginn des 21. Jahrhunderts sind viele Device Forts durch Küstenerosion beschädigt oder gar ganz zerstört worden. Dieses Problem gab es an einigen Orten bereits seit dem 16. Jahrhundert und es existiert noch heute, z. B. bei Hurst Castle. East Cowes Castle und East Tilbury Fort wurden vollkommen weggespült, wogegen das East Blockhouse, Mersea Castle und Sandsfoot Castle durch die See schwer beschädigt wurden. Ein Drittel von Sandgate Castle und der größte Teil von St Andrews Castle gingen ebenfalls verloren. An anderen Standorten wurden die Forts abgerissen, überbaut oder sind einfach über die Zeit verfallen. Fast keinerlei Spuren mehr sind z. B. von den Bollwerken entlang der Downs erhalten. Die verbleibenden Standorte sind nach den Denkmalschutzrichtlinien des Vereinigten Königreiches geschützt, entweder als Scheduled Monument oder als gelistetes Gebäude.